# پل آلما
| پل الما       | پل الما         |
| ------------- | --------------- |
| نام رسمی      | Pont de l'Alma  |
| مکان          | پاریس - فرانسه  |
| محل قرار گیری | رود سن          |
| سبک           | قوس             |
| درازا         | ۱۵۳ متر         |
| عرض           | ۴۲ متر          |
| شروع ساخت     | ۲۰ سپتامبر ۱۸۵۴ |
| اتمام         | ۲ اوریل ۱۸۵۶    |

پل الما یک پل به سبک قوس در پاریس است که از روی رود سن عبور می‌کند و به بزرگداشت نبر الما در طول جنگ کریمه که در ان اتحاد فرانسه و انگلیس پیروزی بر ارتش روسیه در تاریخ ۲۰ سپتامبر ۱۸۵۴ بدست آورد نامگذاری شد.

## ساخت
ساخت و ساز اولیه پل بین سال‌های ۱۸۵۴ و ۱۸۵۶ صورت گرفت و در ۲ اوریل ۱۸۵۶ توسط ناپلئون سوم افتتاح شد. در آن زمان هر ۴ مجسمه ان توسط اگوست ارنائود ساخته شد.

## مجسمه Zouave و اندازه گیری سطح اب

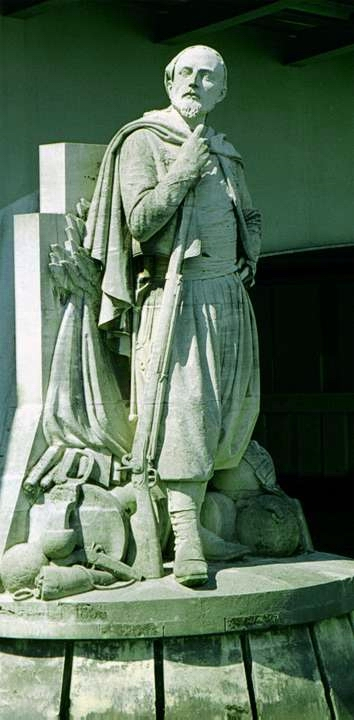
مجسمه Zouave

برای پاریسی‌ها مجسمه Zouave از گذشته‌های دور وسیله سنجش سطح آب بود. به این صورت که هروقت آب به چکمه‌های او می‌رسید وضعیت عادی بود. هر وقت به زانوان او می‌رسید زنگ خطری محسوب می‌شد و سریعاً دریچه‌های سد بسته می‌شدند. در سیل سال ۱۹۱۰ آب به شانه مجسمه رسیده بود.

## باز سازی
پل در سال ۱۹۷۰ و ۱۹۷۴ تحت بازسازی کامل قرار گرفت. عرض پل برای عبور اتوموبیل‌ها کافی نبود علاوه بر این به مرور زمان پل ۸۰ سانتی متر فروکش کرده بود. پس از بازسازی تنها، مجسمه Zouave حفظ شد.

## مرگ دایانا شاهدخت ولز

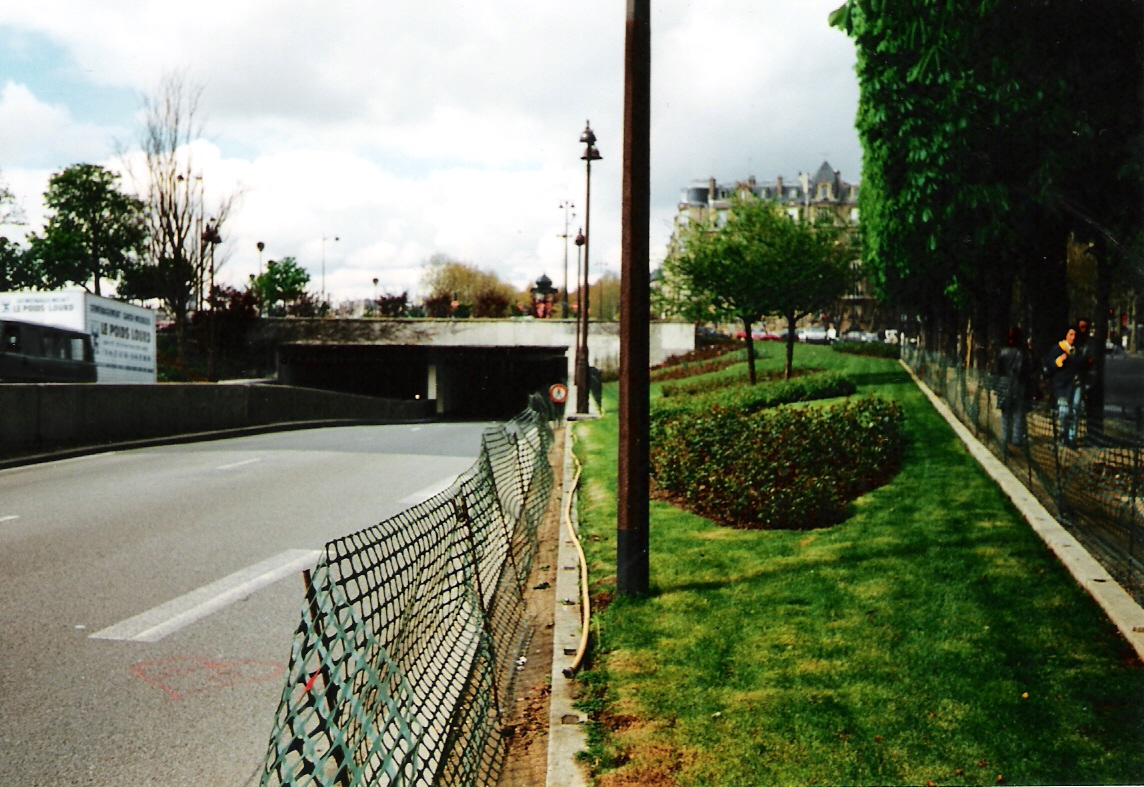
تونل الما

پل الما در نهایت به تونل الما ختم می‌شود که در ان پرنسس دایانا و نامزدش دودی الفاید در یک تصادف شدید رانندگی در ۳۱ اوت ۱۹۹۷ درگذشتند. شعله آزادی در شمال پل به بنای یاد بود غیر رسمی پرنسس دایانا تبدیل شده‌است.

## مشخصات فنی
پل الما به طول ۱۵۳ متر(۵۰۲ فوت) و عرض ۴۲ متر(۱۳۸ فوت) است. این پل توسط Paul-Martin Gallocher de Lagalisserie طراحی شده‌است.

## راه های دسترسی
در کنار ایستگاه مترو alma Marceau

## محل
محل پل بر روی رود سن: